# Hello Afrika (låt av Dr. Alban)
Hello Afrika är en dancehall/elektronisk och R&B singel från 1990 av den svenska artisten Dr. Alban. Hello Afrika är Dr. Albans debutsingel och även i den första singeln i albumet Hello Afrika. Släppt i september 1990, låten blev en hit i några länder i Europa och hamnade på förstaplats på Ö3 Austria Top 40 i Österrike och sjundeplats på Sverigetopplistan.
Hello Afrika skrevs tillsammans med Leila K, som även medverkar på inspelningen.